# Eucereon parambae
Eucereon parambae är en fjärilsart som beskrevs av Rothschild 1912. Eucereon parambae ingår i släktet Eucereon och familjen björnspinnare. Inga underarter finns listade i Catalogue of Life.